# Úszó kagylótutaj
Az úszó kagylótutaj (Pistia stratiotes) a kontyvirágfélék családjába tartozó dél-amerikai eredetű vízinövény, amely az egész világ meleg égövein inváziós fajként terjed. A Pistia nemzetség egyetlen tagja.

## Megjelenése
Az úszó kagylótutaj a vízfelszínen lebegő évelő vízinövény. Húsos levelei 5–20 cm átmérőjű tőlevélrózsát alkotnak, ennek aljáról ered barna, sűrűn bojtos, 10–20 cm-es gyökérzete. 5–9 cm széles és 7–12 cm hosszú levelei fordított tojás alakúak, párhuzamos erezetűek, tövüknél keskenyednek. Szélük ép, tompa végük hullámos, a csúcs esetleg kicsípett. Felülete bársonyosan pelyhes, felső oldala világos élénkzöld, fonáka szürkészöld.
1-3 torzsavirágzata a levélrozetta közepén rejtőzik. A virágzatot 2–4 cm hosszú keskeny, szőrözött buroklevél veszi körül. A torzsát apró, 2–4 mm-es virágok (1 termős és 3-6 porzós) alkotják.
Termése kezdetben zöldes, később barna bogyó. 

## Elterjedése
Feltehetően Dél-Amerika trópusi-szubtrópusi vizeiben őshonos, de mára az egész világ meleg égövei alatt elterjedt és sokhelyütt  (Egyesült Államok, Ausztrália, Új-Zéland, Pápua Új-Guinea, Puerto Rico stb.) veszélyes inváziós fajként tartják nyilván.
Magyarországon először Egerben a strandfürdő melegvizes medencéjében és annak kifolyójában észlelték 1966-ban. Valószínűleg akvaristák dobták ki. Azóta a Hévízi-tó lefolyójában véglegesen megtelepedettnek látszik és onnan időnként (akár tömegesen, mint 1988-89-ben) továbbterjed a Keszthelyi-öbölbe vagy a Kis-Balatonba. Másutt melegvízű tavakban, botanikus kertekben, díszmedencékben várható felbukkanása. Ezek lefolyóiból eljuthat sekély folyókba, holtágakba, ahol meleg nyarakon tömegesen felszaporodhat.

## Életciklusa
Vegetatívan és magról szaporodik. A kellő méretet elérő növényről hajtások sarjadnak, amelyek végén kis fióknövénykék nőnek ki.  Ezzel a módszerrel akár egyetlen kagylótutaj rövid idő alatt nagy vízfelületet képes teljesen beborítani. Más hínárfajoktól eltérően nem fejleszt az áttelelést segítő hajtásrügyet, így télen elpusztul. Virágzását és termésérését Magyarországon is megfigyelték.
Lassú folyású vagy állóvizekben (tavakban, csatornákban, holtágakban) él. Növekedéséhez a 22–30 °C fokos vízhőmérséklet a legkedvezőbb, de ideiglenesen elviseli a 15 °C-ot is. Mivel melegigényes trópusi faj, magyarországi tömeges elterjedése nem várható. Az enyhén savanyú (pH 6,5–7,2), közepesen kemény vizet preferálja.
Kerti tavakban, akváriumokban kedvelt dísznövény.

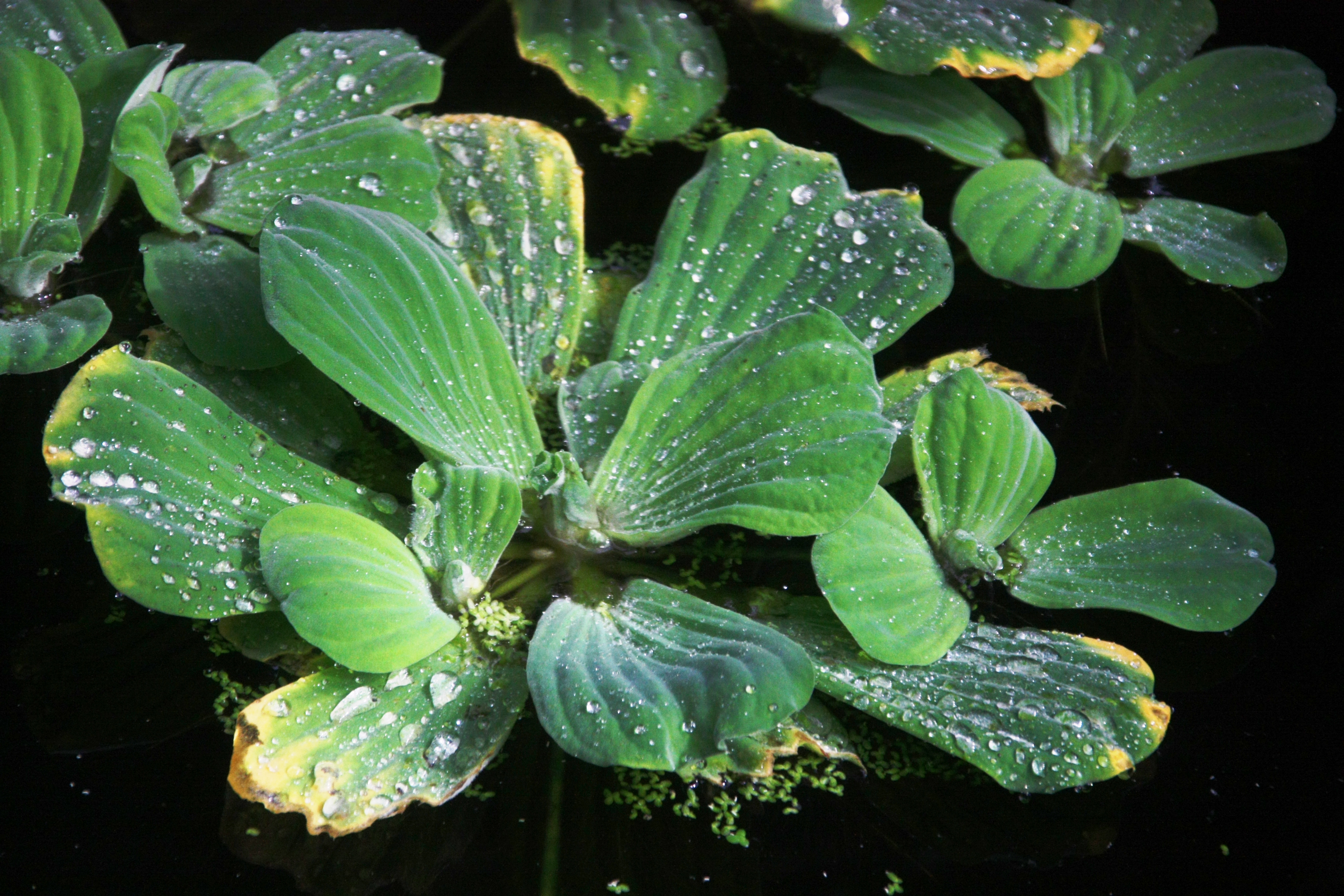
Habitusa
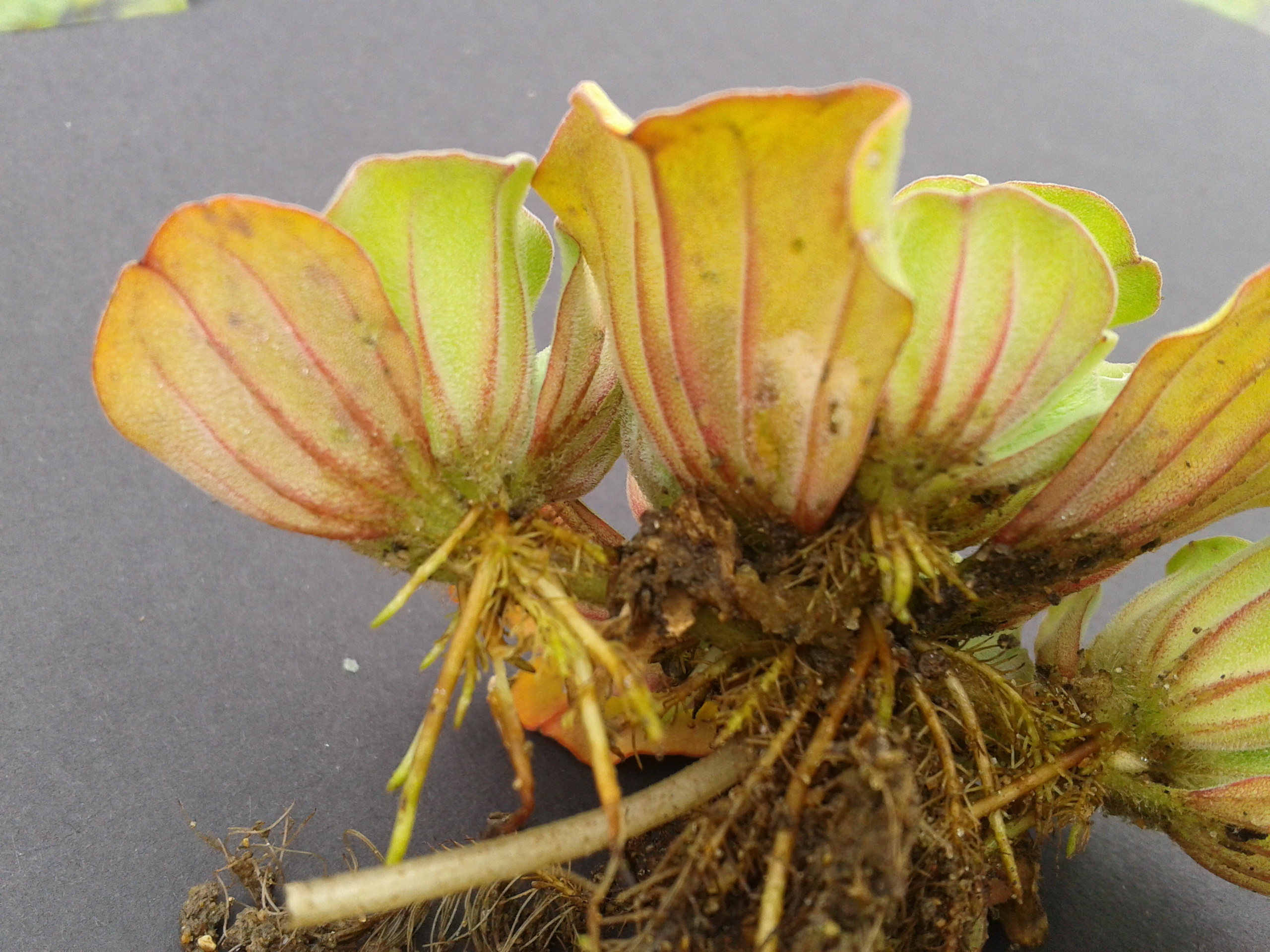
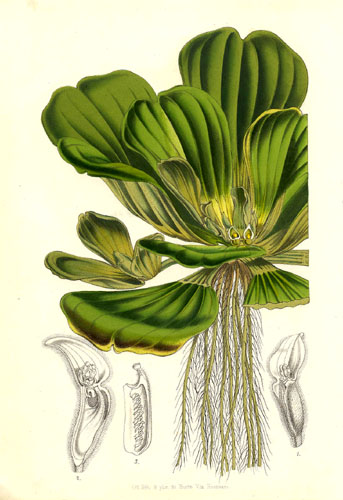
Ábrázolása 1851-ből
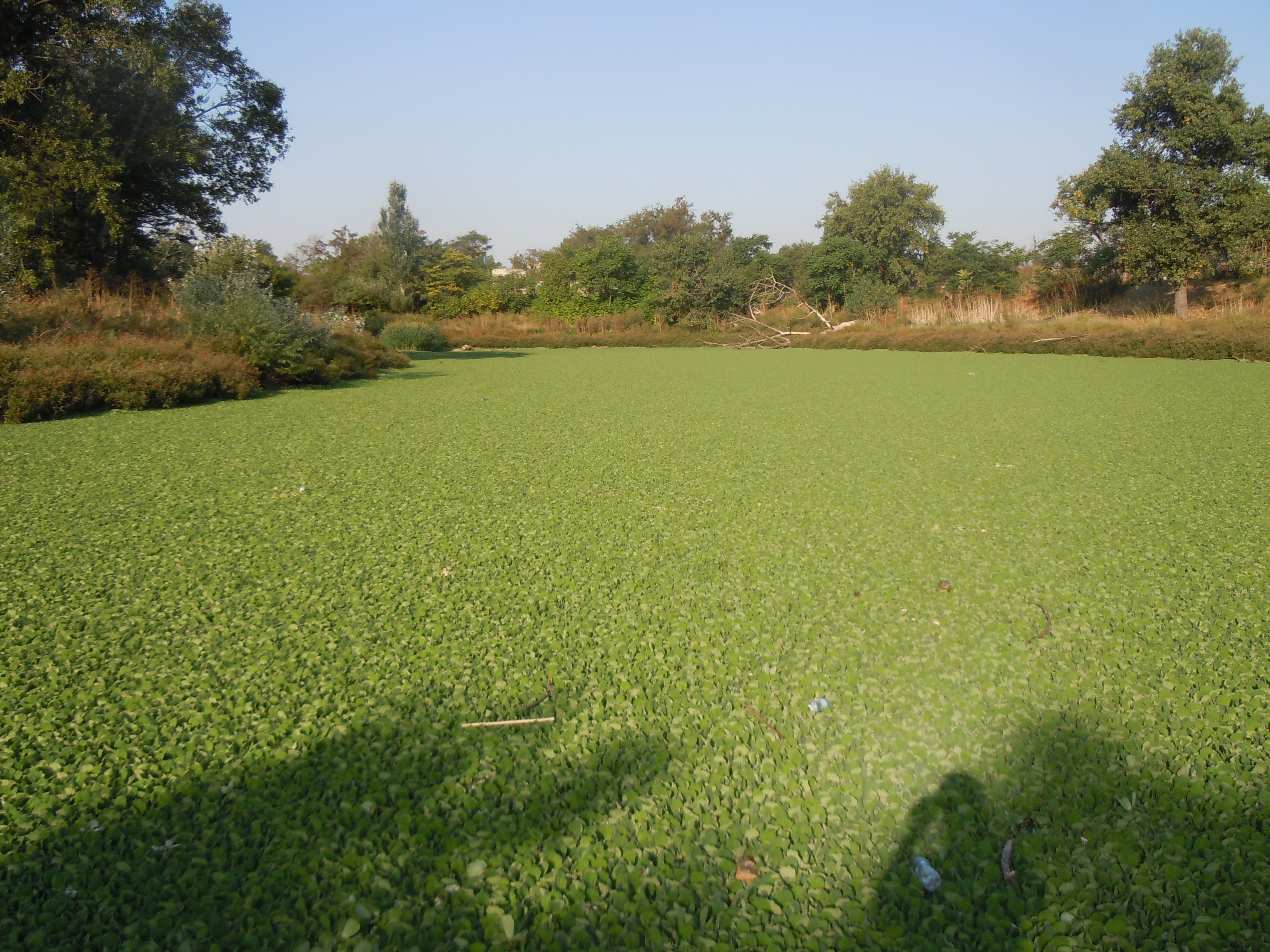
Kagylótutajjal borított tó Odessza mellett